# Římskokatolická farnost Zbečno
Římskokatolická farnost Zbečno je jedno z územních společenství římských katolíků v rakovnickém vikariátu s farním kostelem sv. Martina ve Zbečně.

## Dějiny farnosti
Ve Zbečně (starším názvem také Zbetschno) vznikla nejdříve v roce 1352 plebánie. Farnost začala vést matriky v roce 1658, starší jsou uloženy na místním obecním úřadu, novější stále na farním úřadě. K 1. lednu 2004 byly s farností sloučeny původní farnosti Bratronice, Křivoklát, Městečko, Nezabudice a Skryje.

## Území farnosti
Do farnosti náleží území obcí:
Běleč • Branov • Bratronice • Čilá • Hracholusky • Hřebečníky (pouze část Týřovice) • Karlova Ves • Křivoklát • Městečko • Nezabudice • Nový Dům • Pustověty • Račice • Roztoky • Ruda (pouze osada Amálie) • Skryje • Sýkořice • Velká Buková • Zbečno

## Kostely a kaple
| Kostel                         | Místo          | Bohoslužba                                                         |
| ------------------------------ | -------------- | ------------------------------------------------------------------ |
| kostel Všech svatých           | Bratronice     | sobota                                                             |
| hřbitovní kaple                | Dolní Bezděkov |                                                                    |
| kostel sv. Petra               | Křivoklát      | neděle (od 2. neděle velikonoční do slavnosti Krista Krále včetně) |
| kaple Korunování Panny Marie   | hrad Křivoklát | neděle (od 1. neděle adventní do neděle Vzkříšení včetně)          |
| kostel sv. Vavřince            | Nezabudice     | neděle (jednou za dva týdny)                                       |
| kostel sv. Martina             | Zbečno         | neděle                                                             |
| kostel sv. Michaela archanděla | Skryje         | sobota                                                             |